# Michel Denis (musicien)
Pour les articles homonymes, voir Michel Denis et Denis.
Michel Denis (né le 1er mai 1941 à Boulogne-Billancourt) est un batteur de jazz et de blues français.

## Biographie
Michel Denis grandit à Meudon où sa mère connaît Lucette, la femme de l'écrivain Céline. Il découvre le jazz pendant ses études d'architecte d'intérieur au Arts déco et se met à la batterie. Il s'inspire du jeu des batteurs Sam Woodyard et Sonny Payne. Il devient rapidement professionnel.
Michel Denis a joué au début de sa carrière avec le Roman Dixieland Jazz Band en 1961, et a beaucoup travaillé avec des musiciens de dixieland et de swing tels que Don Byas, Dominique Chanson, Bill Coleman, Michel de Villers, Earl Hines, Stuff Smith, et Rex Stewart.
En 1965, il part en tournée avec Don Byas.
Après que Memphis Slim s'est installé à Paris, Denis a rejoint son groupe et a travaillé avec lui pendant dix-huit ans.
En 1969, il se perfectionne auprès du batteur Philly Joe Jones.
Parallèlement, il a également joué en tant que sideman pour Paul Gonsalves, Johnny Griffin, Claude Guilhot, John Lee Hooker, Michel Sardaby, T-Bone Walker et Big Joe Williams. Dans les années 1970, il a beaucoup joué avec Dany Doriz. En 1981, il rejoint l'ensemble Harlem Jazz de François Rilhac et travaille ensuite avec Peter Compo et Philippe Milanta, ce dernier accompagnant Spanky Wilson.
Il reste en activité avec le groupe « Clarinet unlimited » dirigé par le clarinettiste Michel Mardiguian.

## Enregistrements
Il a effectué de nombreux enregistrements en duo avec Memphis Slim et également comme sideman. On citera notamment :
- American folk blues festival'72 - Bukka White, Big Joe Williams, chant, guitare ; Michel Denis, batterie, (label L+R, CDLS42018)
- Memphis Slim, Michel Denis – Caveau de la Huchette enregistré en 1977, (label Caveau de la Huchette, 1990)
- The Duo, Memphis Slim live in paris with Michel Denis, (double LP, label Jazzmosphere, 1977)
- Dialog in Boogie  (1980)
- Enregistrement vidéo Memphis Slim Live in Nice (1983).